# Rigs of Rods
Rigs of Rods (RoR) – komputerowy symulator samochodów, ciężarówek, statków powietrznych i łódek udostępniony na licencji otwartego oprogramowania. Symulator charakteryzuje się realistycznym modelem uszkodzeń pojazdów. Twórcy dali możliwość przygotowywania modyfikacji, dzięki czemu udostępniono wiele dodatkowych pojazdów takich jak: podnośniki, traktory, helikoptery czy samoloty. Gra oferuje rozgrywkę w trybie jednoosobowym na jednej z wielu map oraz wieloosobową. Rigs of Rods został wydany w 2005 roku.